# The Whisper Market
The Whisper Market è un film muto del 1920 diretto da George L. Sargent che aveva come interpreti Corinne Griffith, George Howard, George MacQuarrie, James O'Neill, Eulalie Jensen. Prodotto e distribuito dalla Vitagraph Company of America, il film fu sceneggiato da George L. Sargent su un soggetto di W.E. Scutt.

## Trama

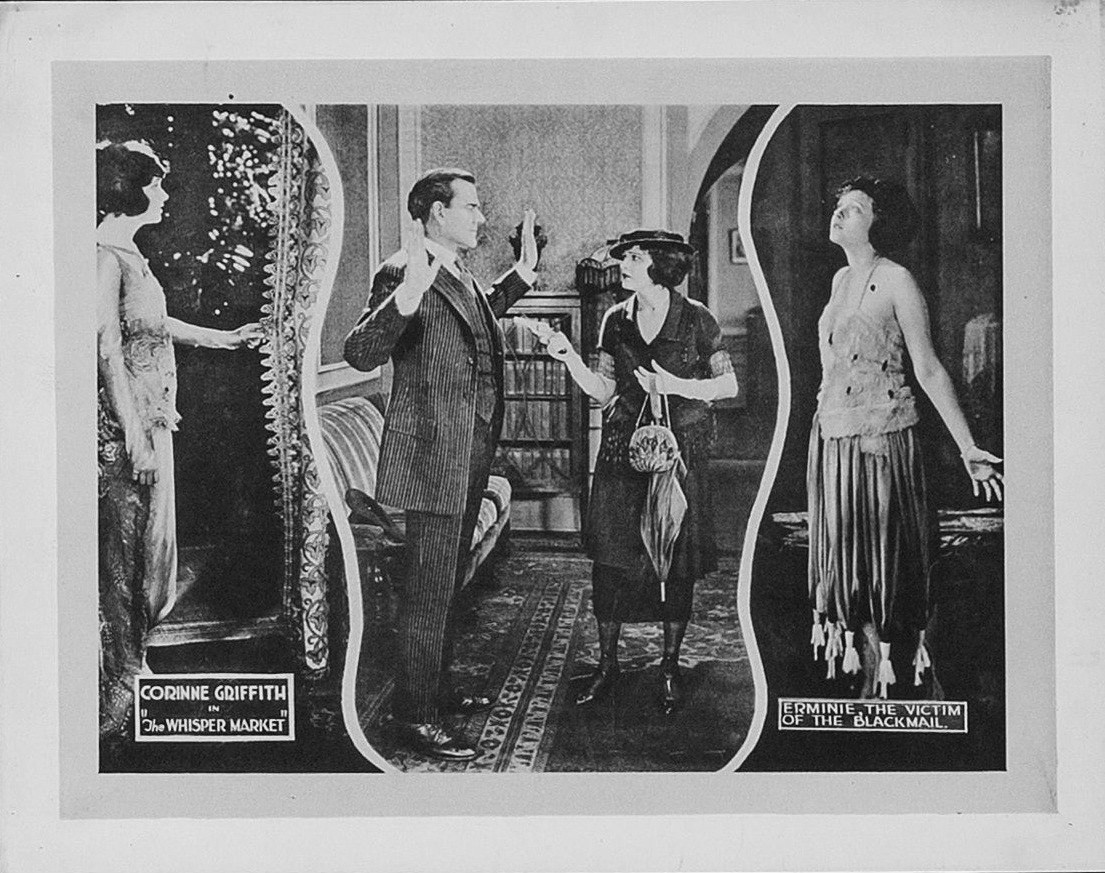

Juliet e George Saltmarsh, una coppia di malviventi, ex ricattatori e trafficanti di droga, potrebbero lasciare il Brasile, avendo ottenuto i loro passaporti, ma Burke, un loro socio, non può farlo, avendo suscitato i sospetti di Basil North, il console degli Stati Uniti. Juliet, allora, cerca di ingraziarsi la moglie del console, Erminie, diventandone amica. A una festa, alla quale i Saltmarsh l'hanno invitata, le tendono una trappola, fotografandola insieme a Burke in una situazione che potrebbe risultare compromettente. Per recuperare i negativi delle foto, Erminie si reca da Burke, in albergo. Proprio mentre si trova lì, arriva anche il console che, insieme alla polizia, è venuto a perquisire l'appartamento del ricattatore. Non potendo addurre nessuna scusa valida per spiegare la sua presenza in quel posto, Erminie non sa che fare. Burke, che la sa innocente, rimane turbato e, per non farla scoprire dal marito, la nasconde nell'altra stanza e tratta con il console per la sua salvezza: confesserà le proprie malefatte a patto che il suo ospite misterioso rimanga tale. North acconsente. Dopo l'arresto di Burke, Erminie intercederà per lui in modo da fargli avere il permesso per lasciare il paese. Mentre Burke può finalmente partire, i Saltmarsh, invece, vengono arrestati per contrabbando. Il console rimane così per sempre ignaro della disavventura della moglie.

## Produzione
Il film fu prodotto dalla Vitagraph Company of America.

## Distribuzione
Il copyright del film, richiesto dalla Vitagraph, fu registrato il 14 agosto 1920 con il numero Lp15433. Distribuito dalla Vitagraph Company of America, il film - presentato da Albert E. Smith - uscì nelle sale cinematografiche statunitensi il 13 settembre 1920.
Non si conoscono copie ancora esistenti della pellicola che viene considerata presumibilmente perduta.